# Ferla
Ferla es una comuna siliciana de 2.649 habitantes, se encuentra en la Provincia de Siracusa (Italia).

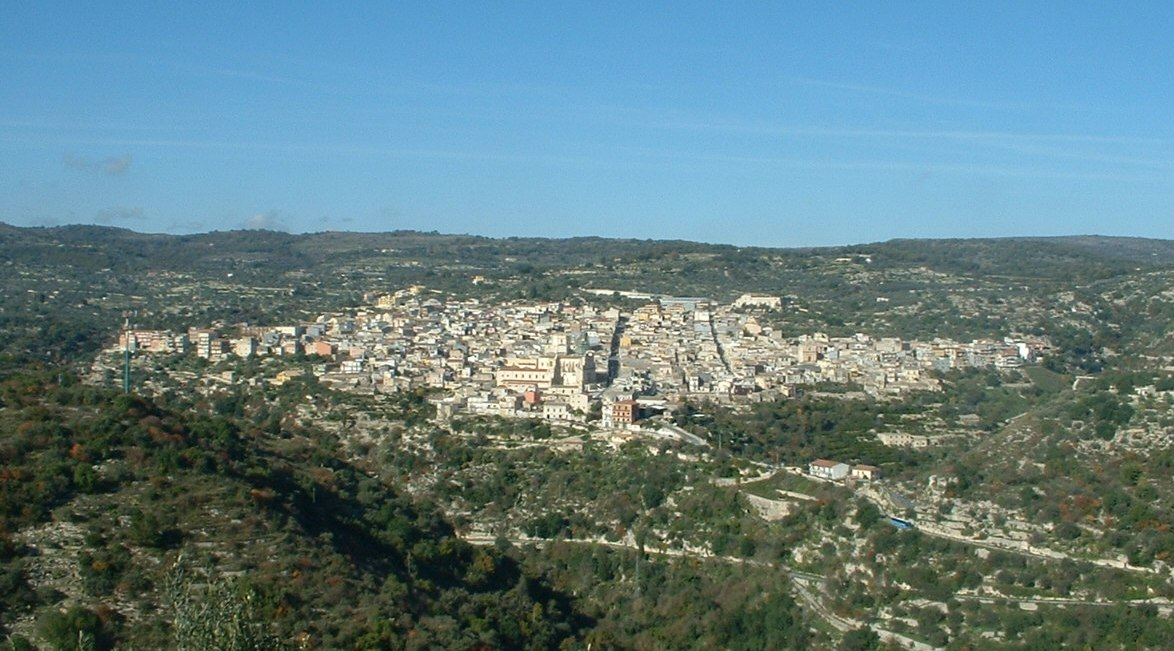
Vista de Ferla.

## Historia

Ubicación de la ciudad de Ferla dentro de la provincia de Siracusa.

El nombre deriva de "ferula", nombre de una planta herbácea en el área, y aparece por primera vez en un documento con fecha de 23 de julio de 1269, donde hay un acuerdo entre el Barón Ferla y Damián Lanza Perruccio Rúbeo Barón Xirume para resolver las cuestiones relativas a los pastos en las zonas de barbecho. Si bien los primeros vestigios de la denominación "Ferla" aparecen durante la época medieval, el país es mucho más antiguo, y las menciones a este son abundantes en todas partes, tanto en la prehistoria, como en la época greco-romana o en la paleocristiana.
Las huellas de la necrópolis y viviendas de la cueva aún por documentar arqueológicamente muestran la existencia de un complejo residencial antes de la colonización griega del siglo VIII a. C. en el cerro llamado "Castillo", justo al sur de la ciudad, y en los alrededores. La ciudad sigue existiendo en la época griega. No sabemos nada de lo que ocurrió durante el período en Ferla árabe, pero en los alrededores no hay evidencias de que hubiera una fuerte comunidad de raíces islámicas.
Con los normandos se convirtió en el territorio de la baronía Ferla de Godfrey, hijo del conde Roger. Luego pasó a ser propiedad de Pallancino y luego a otras familias nobles de Sicilia. En 1625 se convirtió en Marquesado de Rau y luego pasó a José Grimaldi por Noto. Los derechos se extinguen con los barones Tarallo Francesco Borgia. El centro de la ciudad se amplió y delimitó como una ciudad de Norman en la Edad Media, y tal vez fue en ese momento en la historia que tuvo su nombre actual. Sin embargo, según otros testigos, el nombre fue cambiado por el pueblo de Piazza Armerina, que en su mayoría emigraron allí, tal vez inspirándose en los muchos árboles que crecen en la férula. El escudo municipal recuerda, de hecho, el origen del nombre y toca el árbol de la Férula.
En cuanto a la composición urbana de Ferla hay que decir que antes del terremoto del 1693, debió haber tenido un plano irracional ya que está condicionado por la irregularidad de la base sobre la que se encontraba la ciudad. La ciudad se desarrolló en la pequeña meseta que se extiende desde la matriz a Carmine y luego desde allí hacia abajo a través de las fuertes pendientes que conduce al valle, en el distrito de "Ronco". El terremoto acabó con toda la ciudad medieval y causó la pérdida de 800 habitantes. A partir de esa fecha la ciudad fue construida hacia el norte, desde el viejo se tomó solo la parte en ese plan y que giran alrededor de la Iglesia Madre y la Iglesia de San Sebastián. En las zonas empinadas, como todavía es evidente hoy en día con el mantenimiento de un extenso complejo de ruinas al sur del distrito Castelverde, la arquitectura no se construyó más con fines residenciales, incluso en algunos casos se utiliza para extraer las huertas y establos.

## Evolución demográfica
| Gráfica de evolución demográfica de Ferla entre 1861 y 2001 |
|                                                             |
| Fuente ISTAT - Elaboración gráfica por parte de Wikipedia   |

## Cultura

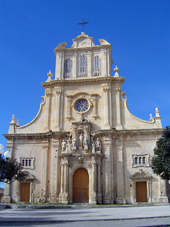
San Sebastián.

### Arquitectura Religiosa

#### Iglesia de San Sebastián
La iglesia de San Sebastián es el más grande del país, fue construida en 1481, pero fue completamente reconstruida después de la terremoto de 1693. El interior tiene tres naves y se mantiene reliquias de San Juan Bautista, San Sebastián, Santa Lucía de Siracusa y de Santo Stefano (mártir) . El frente exterior está adornado con el plástico del aparato del capitán Miguel Ángel Di Giacomo, que representa al santo, flanqueada por dos soldados murieron y dos que tienen los pergaminos.

#### Iglesia de San Antonio Abad

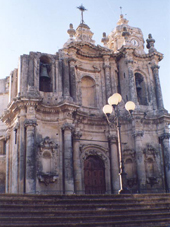
Iglesia de San Antonio Abad.

Construida en el siglo XVI, originalmente se encontraba en la parte inferior, el terremoto la destruyó por completo y se reconstruyó en el sitio actual, que es el centro del nuevo asentamiento en el sur-oeste de las cuatro canciones.
La instalación de una cruz griega fue diseñada inmediatamente después del terremoto de 1693, pero la construcción se llevó a cabo durante más de un siglo. Las dimensiones de 33 m se establecerán para cada eje de la cruz. El exterior, muy interesante, se compone de una fachada barroca sinuosa, construida por tres cuerpos de los dos lados cóncavos son coronados con el campanario. La Iglesia está separada del prototipo de la parte delantera galante modelo de torre ocasión tan a menudo en pequeñas ciudades, a lo largo del siglo XVIII, pero la escuela de Gagliardi trae signos significativos: en las formas del portal y los nichos en los detalles decorativos y en ese frenético movimiento primero del todo.
El techo de la cúpula octogonal, es una decoración de bordado excepcionales, los frescos y estucos. El fresco central que representa el triunfo de San Antonio es Crestadoro así como las otras ilustraciones y la luneta de San Mateo. La cúpula de la torre cayó en el terremoto dejó la 1908. En el interior, se conservan en nichos especiales de las esculturas del siglo XVIII que representa bien caro a los santos de la devoción religiosa de ferlesi.

#### Otras iglesias
- Iglesia de San Jacobo
- Iglesia del Carmen
- Iglesia de Santa Sofía
- Convento de los Frailes Menores Capuchinos
- Iglesia de Santa María de Jesús, Convento de los Frailes Menores Reformados
- La Iglesia de Nuestra Señora de Gracia

## Fiestas

### La Semana Santa
El festival más celebrado en Ferla es la Semana Santa. Cada año volvemos a vivir el misterio de la Pasión de Jesús, la muerte y Resurrección de Jesús de rituales y procesión. Con el tiempo se han perdido función religiosa como el Sábado y Viernes de Cuaresma, la representación sagrada de la Pasión, la HolyOpira y cayó a tila desaparecieron como las Hermandades de San Sebastián y San Antonio que una vez tuvo un papel importante en la realización de la fiesta.
La anacrónica en algunos momentos ayuda a hacer una Ferla especial de Semana Santa en comparación con otras zonas de Italia: la procesión de "Signuri en Canna', el Jueves Santo, después de la misa en la "Cena del Señor y la deposición de Sacramento, se iniciará la visita de los fieles a" Sepulcri ", altares adornados con flores, velas y los brotes de trigo tradicional. El Viernes Santo para conmemorar la Pasión de Cristo en un ambiente de fervor religioso. Procesiones en medio de una especialmente lo espiritual, a partir de la tarde con un procesión de " Signuri Cruci"y la Dolorosa. La noche después del sermón de las "Siete palabras" se lleva a cabo la función "Scisa a Cruci", donde Jesús, descendido de la cruz, se coloca en la urna (“en cascada"). La Semana Santa concluye la noche del domingo con la procesión de hacer "Jesús y María."

### La fiesta de la Patrona
La fiesta se celebra el 20 de julio. La noche anterior después de la tradicional "Curra" (la imagen es sacada del nicho donde se almacena todo el año y se coloca en el altar, en medio de los gritos y las oraciones de los fieles), la reliquia del brazo y se lleva la plata procesión por las principales calles del país. Es la tradición de ir en peregrinación a esta entrada, que ofrece una vela. Los portadores de fercolo "desnudos" se visten con pantalones blancos y el pecho desnudo usar una cinta roja con la imagen de San Sebastián. A las doce de entre "Nzareddi" y fuegos artificiales, el santo hace su espectacular "nisciuta". Llevada en procesión a caer de nuevo en el carro por la noche sull'artistico elaborado por los niños.

### La Navidad
El ambiente de Navidad en Ferla, puede ser transportado a las melodías de los cantos vivos de las novenas.
Los cantantes, acompañados por flauta, gaita, acordeón deambulan por las calles del país desde el 16 de diciembre de cantar tres estrofas de un día durante nueve días, toda la historia del nacimiento del Niño Jesús. Todas las iglesias abiertas al culto celebrado la celebración de la novena de Navidad, que llegará a su clímax con la vigilia de la noche de Navidad del 24 de diciembre, con una representación evocadora del nacimiento del niño Jesús con las campanadas de la medianoche. También Ferla está bien establecida tradición de las embarcaciones de la Natividad que se lleva a cabo a lo largo de la ruta del viejo país, creando una atmósfera rica en colores y sonidos.